# Соловьи (Волынская область)
Соловьи́ (укр. Солов'ї) — село в Сереховичевской сельской общине Ковельского района Волынской области Украины.
До 2020 года входило в Старовыжевский район.
Код КОАТУУ — 0725085501. Население по переписи 2001 года составляет 423 человека. Почтовый индекс — 44433. Телефонный код — 3346. Занимает площадь 3,107 км².